# 바네사 마르케스
바네사 마르케스(Vanessa Marquez, 1968년 12월 21일 ~ 2018년 8월 30일)는 미국의 배우, 텔레비전 배우, 가수, 영화배우이다.

## 사망
2018년 8월 30일 바네사의 건강 상태를 걱정되었던 지인의 신고로 경찰관들이 출동하게 된다. 출동한 현장은 말 그대로 충격이었다고 한다. 물건들이 널브러져 발 디딜 틈이 없었고 집 안에서는 악취가 나고 있었다고 한다. 출동한 경찰관들은 침대에 누워있던 바네사를 발견하였고 그녀는 발작 증세를 보였다. 그녀는 이해할 수 없는 말과 행동들을 계속하였고 정신건강임 상의와 경찰관들은 논의 끝에 그녀를 입원시키기로 결정하였고 갑자기 바네사는 지갑에서 가위를 꺼내들었으며, 이후 경찰관들에게 총을 겨누었다. 경찰관들은 그녀를 진정시키기 위해 이름을 부르며 대화를 통해 문제를 해결하고자 설득을 했지만 실패했고 경찰관들에게 총을 겨누고 계단을 내려오던 그녀를 향해 경찰관들은 총을 발사했다. 결국 그녀는 현장에서 총을 맞고 사망하였으며, 추후 밝혀진 바에 따르면 그녀의 손에 있던 총은 실제 총이 아닌 BB탄 총이었다고 한다.
그녀는 2017년도 'ME TOO' 운동에 참가하였고 의학 드라마 'ER' 촬영 중 괴롭힘을 당했다고 한다. 이후 평소에 앓고 있던 지병이 심해져 활동을 그만두게 되었고 양극 장애, 강박 장애, 광장 공포증으로 인해 집안에서만 생활하는 은둔형 외톨이 생활을 40년 동안 하였다고 한다. 로스앤젤레스에서 태어났으며 사우스패서디나에서 총상으로 사망하였다.